# 高山正行
高山 正行（たかやま まさゆき、1942年（昭和17年）- ）は、日本最初のプロ和太鼓奏者。越前龍天太鼓宗家。福井県福井市出身。1965年（昭和40年）、関西プロダクション株式会社（現・吉本興業ホールディングス株式会社）にスカウトされ、1966年（昭和41年）、大阪市内で、日本芸能界初となるプロ和太鼓集団・王将太鼓を結成し吉本興業舞台デビュー。一躍、看板スターとなり多くの主要舞台に立った。後年は活動の中心を北陸地方に移し、和太鼓チームの結成や指導などに数多く携わっている。福井県太鼓協会創立者。夫人は、元フジテレビアナウンサーで、元最大手ファッション誌のファッションモデル。また、大映（現・株式会社KADOKAWA）社長で映画制作者の永田雅一は夫人の叔父。

## 奏法
福井県伝統の三ツ打ちをはじめ一本打ち、十四日（四分六打ち、早打ち）など多種多様な地打ち（裏打ち、ベースとなるリズム）はもとより、それらベースに合わせた「曲打ち（表打ち）」を自由に操る職人肌で、かつ即興的奏法である。また、早くから和太鼓に歌舞伎や日本舞踊、大相撲の要素を取り入れるなど独自のスタイルを確立した。音の余韻と間（ま）を最大限に活かした変幻自在・緩急自在な奏法は、世界的な音楽家から高い評価を受け、高山の他に類を見ることはできない。

## 人物
幼児期から太鼓の音に対して極端な反応を示し、祭太鼓はもとより町回りの太鼓を遠方まで付いて回る有り様であった。高校時代には既にあらゆる祭の野良打ち場で大人に混じり太鼓を打つようになった。この頃、北陸3県の祭り・催事を仕切っていた永井末作に和太鼓の才能を見い出され、1960年（昭和35年）、高校卒業と同時に、1950年（昭和25年）に舞台興行の和太鼓芸能として日本で初めて誕生した「豊年太鼓福井みどり会」に入会。以後約4年間、永井の付き人を兼ねて、福井県、石川県を中心に様々な舞台経験を積んだ。こうした最中、1965年（昭和40年）、関西プロダクション株式会社（現・吉本興業ホールディングス株式会社）にスカウトされ、翌1966年（昭和41年）2月、大阪にて日本芸能界初のプロ和太鼓集団・王将太鼓が結成され芸能界デビューを果たした。王将太鼓時代の後は和太鼓奏者を生業とせず、海外からの度重なる公演招待も一切断り、北陸地方を主として一定の領域にとどめた活動に終始している。地域風土ごとの伝統や特色を重んじた郷土芸能としての和太鼓発展を強く望んでおり、これが高山の一貫した考えとなっている。地域を越えて画一化グローバル化されつつある日本和太鼓界において異色の人物と評価できよう。1979年（昭和54年）、ふるさと福井80選（主催：福井新聞社　後援：福井県）の「第13位」に選ばれた。また、1984年（昭和59年）には、ふるさと福井85選（主催：福井新聞社　後援：福井県）で「ふるさと文化賞」を受賞。ただ、40年間にわたり、叙勲等の受章は固辞し続けている。なお、高山は自身のことを和太鼓奏者ではなく「一介の太鼓打ち」と自称している。

## プロからアマチュアへの転身
1966年（昭和41年）、日本芸能界初のプロ和太鼓奏者として吉本興業の舞台で看板の座に就いた高山であったが、自身の理想と吉本興業のビジネス戦略が徐々に乖離し始めた事を機に自ら芸能界を去った。その後、故郷の福井に戻って和太鼓とは全く無関係の家業を得て、自分の理想とする和太鼓活動をアマチュアとして開始するに至った。なお、高山のその後の舞台活動における構成、演出、照明などの知識や技術は吉本興業時代に培ったものである。

## 越前龍天太鼓宗家として
越前龍天太鼓は1968年（昭和43年）5月、当時26歳の高山が個人で初めて立ち上げた和太鼓チーム。元々プロの和太鼓奏者であったにもかかわらずアマチュアに徹した活動を始めた。以降、和太鼓未経験者を含め大勢のメンバーが和太鼓チームに出入し、県内外を問わず著名な和太鼓奏者を輩出した。また、1971年（昭和46年）には、プロの創作和太鼓集団である鬼太鼓座の設立にも極めて大きく貢献した。

## 最近の活動
- 本業のかたわら、地元の学校や和太鼓チームの要請に応えてのみボランティアで和太鼓の指導や構成・演出を行なっている。
- 2009年（平成21年）5月10日、石川県金沢市で催された「第20回石川の太鼓」（主催：社団法人石川県太鼓連盟・財団法人日本太鼓連盟石川県支部）に福井県を代表して特別招待され、越前龍天太鼓名義で出演している。（越前龍天太鼓は結成以来、財団法人日本太鼓連盟に加盟したことはない）

## エピソード
- 東京の江戸三大祭りで有名な深川富岡八幡葵太鼓（会長：滑川智大・江戸川区太鼓連盟発表会審査委員長）の曲目には、高山の名前を冠した「酒豪乱れ打ち・高山」がある。これは、高山の和太鼓に魅せられた滑川智大がその奏法を広めようと作られた曲である[5]。
- 福井市には市の職員だけで結成した和太鼓団体「不死鳥太鼓」が存在している。本格的に太鼓チーム化されたのは、高山（当時19歳）を指導者に招いてからであり、以降、「福井フェニックスまつり」「100万人のためのマーチング」など活動の場が大いに広がった。
- 後に福井市長となる坂川優とは高山が20歳代から兄弟のような間柄であった。
- 福井市に太鼓道場を設けてプロとして活動を行っていた車屋正昭（2023年逝去）（響太鼓代表・車屋グループ代表・車屋正昭太鼓道場主宰）は、高山が結成した越前龍天太鼓に6年間メンバーの一員として在籍していた。
- 1981年（昭和56年）11月1日 - 福井県庁内で行われた世界初の「100人太鼓」の企画・構成・演出を担当。
- 和太鼓奏者、作曲家である林英哲は、高山の才能に著しく影響を受けている。
- 弟子をとらない高山だが、その太鼓においては裏方で「人」を支えることを美徳としており、特定の師をもたないことで知られる川筋義也（第2回東京国際和太鼓コンテスト最優秀賞）は、高山の献身的で謙虚な「芸道職人」の姿に敬意を表している。
- 高山右近の直系の末裔である。

## 主な交流人物
- 夢路いとし・喜味こいし[6]
- 秋田Aスケ・Bスケ[7]
- ヘレン杉本[8]
- 平参平[9]
- 白木みのる[9]
- 岡八郎[9]

- 花紀京[10]
- 笑福亭仁鶴[11]
- ぴんからトリオ[12]
- ニューマリオネット[13]
- 西川きよし・横山やすし[14]
- 楠年明
- 小口大八
- 白井淳夫[15]
- 林英哲

## 主なテレビ・映画出演歴
- ズバリ!当てましょう　（1969年9月25日フジテレビ第7スタジオ収録・司会：泉大助、松本めぐみ・全国放映）
- 競演福井の太鼓　（特集番組・1981年5月22日NHK全国放映）
- 風雪を越えて　（福井県企画ドキュメンタリー映画・1982年公開）
- Live News イット!　（2020年2月11日フジテレビ全国放映）
- ザウルス・今夜も掘らナイト　（2020年9月18日NHK放映）
- ワールドビジネスサテライト　（2021年9月28日テレビ東京全国放映）

## 縁戚者
- 永田雅一 - 元 大映社長・プロ野球団（現・千葉ロッテマリーンズ）オーナー・パ・リーグ初代総裁・プロ野球殿堂入り・トキノミノル馬主
- 陶山一 - 元 警察庁次長（警視監）

## 関連事項
- 鬼太鼓座（高山が田耕に指導し設立した本格的プロの創作和太鼓集団）
- 福井県立乾徳高等学校 （出身校）
- フジテレビジョン（夫人がアナウンサーとして在籍していた放送局）
- 文教大学 和太鼓部 楓 （DVDを用いて指導）